# Холостов, Порфирий Ефимович
Порфирий Ефимович Холостов (1841—1884) — горный инженер, горный начальник Олонецких заводов. Статский советник.

## Биография
Родился в 1841 г. Сын потомственного почетного гражданина.
Окончил Институт корпуса горных инженеров в 1859 г.
В этом же году направлен в распоряжение главного начальника Уральских горных заводов.
С 1860 г. служащий на Гороблагодатских заводах, смотритель, затем управитель Верхне-Туринского чугуноплавиленного и чугунолитейного завода.
В Верхне-Туринском заводе им были усовершенствованы способы отливки большекалиберных чугунных артиллерийских снарядов.
В 1865 г. откомандирован Европу и Соединенные Штаты Северной Америки для изучения горных заводов и способов выплавки чугуна из руд.
В 1867 г. изучал заводы Рейнской Пруссии и в Париж для ознакомления с образцами горнозаводского производства на второй всемирной выставке.
С 1867 г. переведен в Петрозаводск управителем Александровского завода.
С 1872 г. — начальник Олонецкого горного округа.
В 1873 г. участвовал в представлении продукции Олонецких горных заводов на Венской всемирной выставке в 1873 г. За участие в ней П. Е. Холостов был удостоен австрийским императором командорского креста ордена Франца Иосифа.
В Олонецком округе под его руководством была проведена реконструкция завода — вместо доменных печей построены газолитейные, введено механическое испытание чугуна для определения его качества, установлены десятки новых станков, капитально перестроена пушечно-литейная фабрика, улучшена сортировка чугуна по выпускам из доменных печей для отливки артиллерийских орудий, усовершенствованы механические испытания чугуна, введена отливка на Александровском заводе чугунных снарядов с закаленной поверхностью, установлена окончательная отделка и нарезка чугунных орудий.
С 1875 г. — управитель частными горными заводами князя Голицына в Пермской губернии.
С 1876 г. под его руководством на Нытвенском заводе началось производство кровельного железа.
С 1878 г. — служащий рельсового завода Путиловского общества.
С 1880 по 1882 гг. — чиновник особых поручений Горного департамента, занимался подготовкой Всероссийской промышленно-художественной выставки в Москве, заведующий горным отделом выставки.
Наблюдения за постановкой горного дела в Европе описаны П. Е. Холостывым в «Горном Журнале», 1866, 1867 и 1873 гг.
Он является автором «Краткого очерка горнозаводского дела в Олонецком крае и обзора деятельности Александровского пушечно-литейного завода с 1774 по 1874 г.» и описания празднования столетнего юбилея Александровского пушечно-литейного завода в г. Петрозаводске (Олонецкие губернские ведомости 1874. № 54 и «Горный журнал», 1874 г., № 8).
Вышел в отставку в 1882 г. Умер 21 октября 1884 г.